# Caleb Hughes
Caleb Joshua Hughes (22 de noviembre de 1995) es un deportista británico que compite en natación, en la modalidad de aguas abiertas. Ganó una medalla de bronce en el Campeonato Europeo de Natación en Aguas Abiertas de 2016, en la prueba de 5 km.

## Palmarés internacional
| Campeonato Europeo | Campeonato Europeo   | Campeonato Europeo | Campeonato Europeo |
| Año                | Lugar                | Medalla            | Prueba             |
| ------------------ | -------------------- | ------------------ | ------------------ |
| 2016               | Hoorn (Países Bajos) | Medalla de bronce  | 5 km               |